# Tour de France 1911

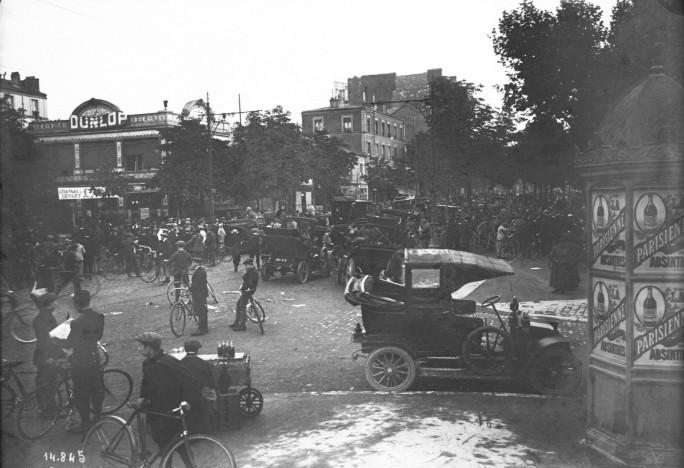
Départ du Tour de France en 1911.

Le Tour de France 1911, 9e édition du Tour de France, s'est déroulé du 2 juillet au 30 juillet 1911 sur 15 étapes pour 5 344 km. Il s'agit du septième Tour de France consécutif à utiliser un système de points (et non au temps) pour calculer le classement général.
Cette édition est particulièrement épuisante pour les coureurs. La plus longue étape disputée sur 470 km, est terminée en près de 18 heures pour les coureurs les plus rapides. Sur les 84 coureurs au départ, seuls 28 terminent la course. Après l'introduction des Pyrénées dans l'édition précédente, c'est au tour des Alpes d'être visités pour la première fois. L'édition 1911 est considérée comme le premier Tour moderne.
Le nouveau venu, Paul Duboc, remporte quatre étapes et est en position de remporter le Tour, lorsqu'il tombe malade lors de la dixième étape. Le vainqueur est finalement Gustave Garrigou, qui a également remporté deux étapes. Sa moyenne finale est de 27,322 km/h.

## Changements par rapport au Tour précédent
En 1910, le Tour de France inclut pour la première fois les Pyrénées. Ce fut un succès et donc en 1911, les organisateurs du Tour décident de faire passer les coureurs dans les Alpes. La montagne préférée de l'organisateur du Tour, Henri Desgrange, est le col du Galibier, sur lequel il écrit « Ô Sappey ! ô Laffrey ! ô col Bayard ! ô Tourmalet ! je ne faillirai pas à mon devoir en écrivant qu'à côté du Galibier, vous n'êtes que de la pâle et vulgaire bibine : devant ce géant, il n'y a plus qu'à tirer son bonnet et à saluer bien bas ». Avant et pendant le Tour 1910, les cyclistes avaient protesté contre l'ajout au parcours de hautes montagnes, mais au Tour 1911, tous les cyclistes importants sont bien présents.
Ce qui ne change pas est le système de points, comme pour les Tours 1905 à 1910. Un cycliste reçoit des points en fonction de son classement. Comme en 1910, le système de points est « nettoyé » deux fois : après les 9e et 14e étapes. Les cyclistes qui ont abandonné la course sont  retirés du classement des étapes précédentes, et le classement est recalculé sans eux.
Depuis 1906, le Tour de France avait franchi la frontière allemande en Alsace-Lorraine. Après 1910, les autorités allemandes refusent le passage de la course, de sorte que le Tour reste en France.

## Équipes participantes

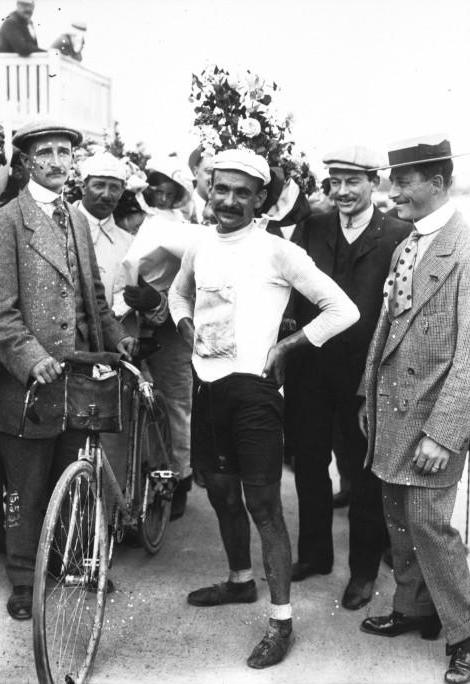
Gustave Garrigou après avoir remporté la course.

37 coureurs sont groupés dans quatre équipes et 47 sont isolés. Sur ces 47 cyclistes indépendants, huit seront à l'arrivée. Le mieux classé des isolés est Jules Deloffre, quinzième au général à Paris. Les étapes possèdent des points de contrôle où les coureurs doivent signer, et sur ces points de contrôle les coureurs sponsorisés sont autorisés à recevoir de la nourriture et des boissons. Les coureurs isolés ne sont pas autorisés à recevoir de la nourriture ou des boissons pendant ces points de contrôle.
L'édition précédente avait été une bataille serrée entre les coéquipiers Octave Lapize et François Faber de l'équipe Alcyon, remportée par Lapize. Ce dernier a changé d'équipe pour l'équipe de La Française qui fait son retour sur la course. Lapize est rejoint par l'ancien vainqueur Lucien Petit-Breton (vainqueur en 1907 et 1908). Petit-Breton a remplacé tardivement Cyrille Van Hauwaert, qui ne se sentait pas assez en forme pour participer au Tour.
- La Française
- Alcyon-Dunlop
- Le Globe
- Automoto
- 47 coureurs sans équipe (isolés)

## Déroulement de la course
La première étape est remportée par Garrigou, un coéquipier de Faber chez Alcyon. Dans cette première étape, Petit-Breton doit quitter la course après une série d'événements malheureux. L'équipe Alcyon remporte également la deuxième étape avec le Belge Jules Masselis. La troisième étape est gagnée par Faber, après une échappée solitaire de 206 km. Au cours de cette étape, Émile Georget est en tête lorsqu'il est heurté par une voiture et tombe dans un ravin. Dans la même étape, Faber est passé à un contrôle sans signer. En guise de pénalité, il doit s'arrêter pendant deux minutes et demi. Malgré cela, il s'impose avec un avantage de 17 minutes et prend la tête du classement général.
Dans la quatrième étape, Garrigou reprend la tête à son coéquipier Faber. À ce moment-là, pour Faber la possibilité de victoire finale s'éloigne, car il sait que Garrigou est un bon grimpeur, alors que lui a plus de difficultés dans les cols. Dans les Alpes, Georget se montre le meilleur. Garrigou termine largement devant Faber et mène maintenant de 10 points. La sixième étape, avec seulement des petites ascensions, est gagnée par Faber, après une échappée solitaire de 260 kilomètres. Arrivé en deuxième position, Garrigou reste toujours en tête. En troisième place, Paul Duboc, est un nouveau venu surprenant.

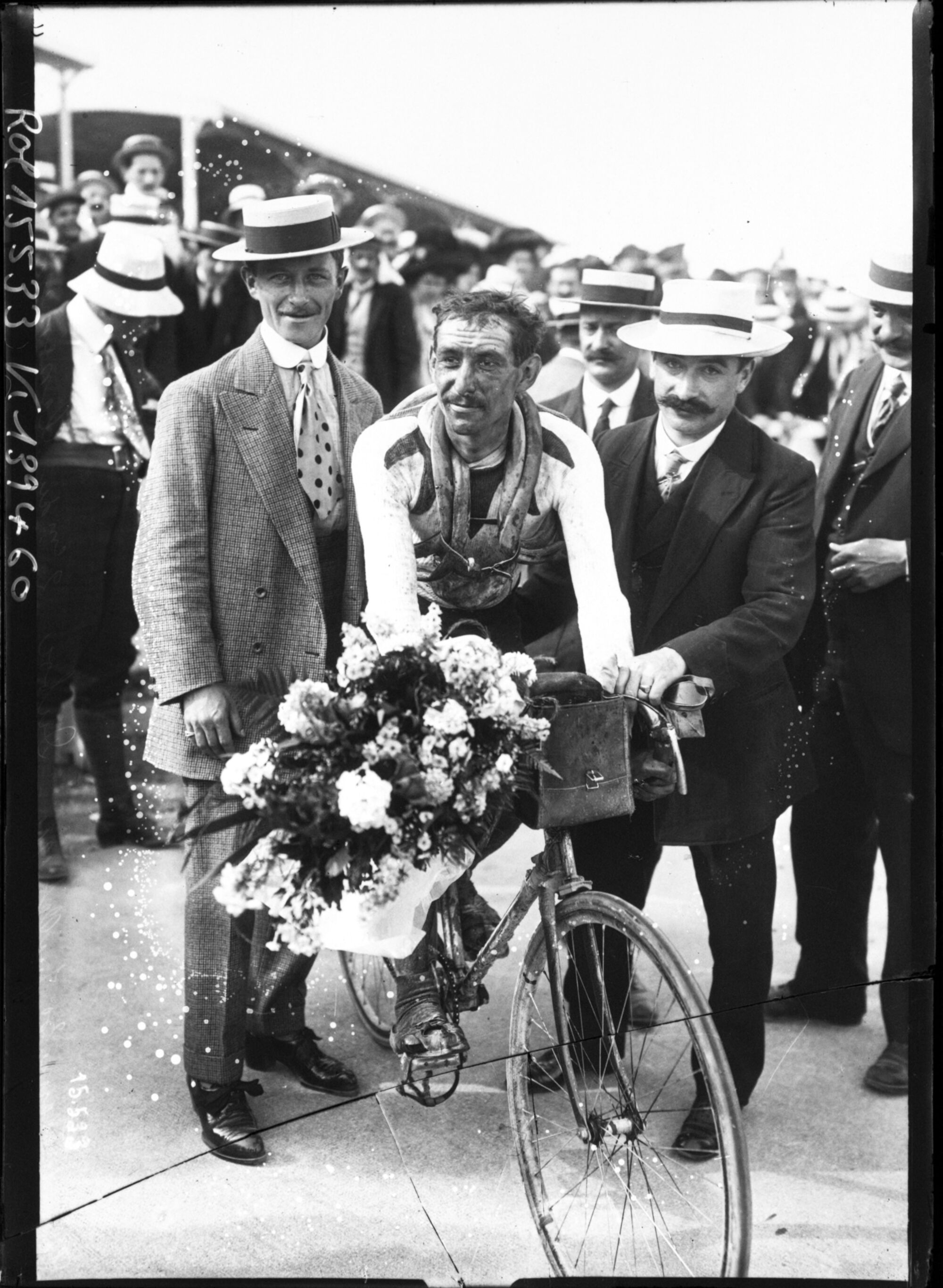
Paul Duboc termine deuxième du général.

Duboc est le plus fort de la huitième étape. Après sa victoire, il remonte en deuxième place au classement général. Dans la neuvième étape, Faber perd le contact avec Garrigou au classement général en terminant à la vingtième place. Duboc gagne encore et prouve qu'il est aussi un bon grimpeur. Il est considéré comme le favori de la dixième étape qui comprend également des cols à grimper et devient une menace sérieuse pour Garrigou au classement général. Après cette étape, Garrigou est en tête avec 27 points, tandis que Duboc compte 37 points. Dans cette neuvième étape, Maurice Brocco qui sait qu'il ne gagnera pas le Tour, vend ses services au plus offrant. Il est exclu de la course par l'organisateur du Tour, Desgrange, qui refuse l'idée d'aide entre cyclistes. Brocco s'oppose à cette décision et, en attendant le recours, est autorisé à courir la dixième étape de Luchon à Bayonne. Dans cette dixième étape, il attaque et termine premier avec 34 minutes d'avance. Après l'étape, son recours est rejeté et il est exclu de la course. Toujours dans la dixième étape, Duboc s'effondre juste avant Bayonne, probablement en raison d'un empoisonnement alimentaire, attribué à une boisson. À ce moment de la course, il mène l'étape, avec huit minutes sur le deuxième. Selon les règles, aucune aide n'est autorisée, alors les autres cyclistes passent à côté de lui pendant qu'il est allongé sur la route, vomissant. Duboc réussit à reprendre la route et termine l'étape à la 21e place, ce qui ne lui laisse plus aucun espoir pour la victoire. Plusieurs années après, les historiens du vélo pensent que François Lafourcade, un cycliste qui a réalisé de bonnes performances dans les cols du Tour de 1910, a une responsabilité dans l'affaire. Mais en 1911, le premier suspect est son principal concurrent Garrigou. Celui-ci est menacé et l'organisation du Tour lui octroie un garde du corps pour le protéger. Il est déguisé quand le Tour traverse Rouen, la ville natale de Duboc.
Duboc reprend ses forces et gagne deux autres étapes, mais ne peut combler l'écart avec Garrigou au classement général. Garrigou remporte donc le Tour de France. À la fin de la course à Paris, Duboc reçoit un très grand accueil, éclipsant Garrigou. Les favoris d'avant-course ont  abandonné tôt dans la course : Petit-Breton lors de la première étape et Lapize lors de la quatrième étape. Vainqueur en 1909, Faber, a duré plus longtemps, mais il a abandonné au cours de la douzième étape.

## Résultats

### Les étapes
| Étape,    | Date       | Villes étapes         |                   | Distance (km) | Vainqueur d’étape  | Leader du classement général |
| --------- | ---------- | --------------------- | ----------------- | ------------- | ------------------ | ---------------------------- |
| 1re étape | 2 juillet  | Paris – Dunkerque     | Étape de plaine   | 351           | Gustave Garrigou   | Gustave Garrigou             |
| 2e étape  | 4 juillet  | Dunkerque – Longwy    | Étape de plaine   | 388           | Jules Masselis     | Jules Masselis               |
| 3e étape  | 6 juillet  | Longwy – Belfort      | Étape de montagne | 331           | François Faber     | François Faber               |
| 4e étape  | 8 juillet  | Belfort – Chamonix    | Étape de montagne | 344           | Charles Crupelandt | Gustave Garrigou             |
| 5e étape  | 10 juillet | Chamonix – Grenoble   | Étape de montagne | 366           | Émile Georget      | Gustave Garrigou             |
| 6e étape  | 12 juillet | Grenoble – Nice       | Étape de montagne | 348           | François Faber     | Gustave Garrigou             |
| 7e étape  | 14 juillet | Nice – Marseille      | Étape de montagne | 334           | Charles Crupelandt | Gustave Garrigou             |
| 8e étape  | 16 juillet | Marseille – Perpignan | Étape de plaine   | 335           | Paul Duboc         | Gustave Garrigou             |
| 9e étape  | 18 juillet | Perpignan – Luchon    | Étape de montagne | 289           | Paul Duboc         | Gustave Garrigou             |
| 10e étape | 20 juillet | Luchon – Bayonne      | Étape de montagne | 326           | Maurice Brocco     | Gustave Garrigou             |
| 11e étape | 22 juillet | Bayonne – La Rochelle | Étape de plaine   | 379           | Paul Duboc         | Gustave Garrigou             |
| 12e étape | 23 juillet | La Rochelle – Brest   | Étape de plaine   | 470           | Marcel Godivier    | Gustave Garrigou             |
| 13e étape | 26 juillet | Brest – Cherbourg     | Étape de plaine   | 405           | Gustave Garrigou   | Gustave Garrigou             |
| 14e étape | 28 juillet | Cherbourg – Le Havre  | Étape de plaine   | 361           | Paul Duboc         | Gustave Garrigou             |
| 15e étape | 30 juillet | Le Havre – Paris      | Étape de plaine   | 317           | Marcel Godivier    | Gustave Garrigou             |

Note : en 1911, il n'y a aucune distinction entre les étapes de plaine ou de montagne ; les icônes indiquent simplement la présence ou non d'ascensions durant l'étape.

### Classement général
| Classement général final | Classement général final | Classement général final | Classement général final | Classement général final |
| ------------------------ | ------------------------ | ------------------------ | ------------------------ | ------------------------ |
|                          | Coureur                  | Pays                     | Équipe                   | Point(s)                 |
| 1er                      | Gustave Garrigou         | France                   | Alcyon                   | 43 points                |
| 2e                       | Paul Duboc               | France                   | La Française             | 61 pts                   |
| 3e                       | Émile Georget            | France                   | La Française             | 84 pts                   |
| 4e                       | Charles Crupelandt       | France                   | La Française             | 109 pts                  |
| 5e                       | Louis Heusghem           | Belgique                 | Alcyon                   | 135 pts                  |
| 6e                       | Marcel Godivier          | France                   | La Française             | 141 pts                  |
| 7e                       | Charles Cruchon          | France                   | La Française             | 145 pts                  |
| 8e                       | Ernest Paul              | France                   | Alcyon                   | 153 pts                  |
| 9e                       | Albert Dupont (it)       | Belgique                 | Le Globe                 | 158 pts                  |
| 10e                      | Henri Devroye            | Belgique                 | Le Globe                 | 171 pts                  |
| modifier                 |                          |                          |                          |                          |

| Classement général final (places 11 à 28) | Classement général final (places 11 à 28) | Classement général final (places 11 à 28) | Classement général final (places 11 à 28) |
| Rang                                      | Coureur                                   | Sponsor                                   | Points                                    |
| ----------------------------------------- | ----------------------------------------- | ----------------------------------------- | ----------------------------------------- |
| 11                                        | Firmin Lambot                             | Le Globe                                  | 178                                       |
| 12                                        | Henri Cornet                              | Le Globe                                  | 190                                       |
| 13                                        | Paul Deman                                | –                                         | 198                                       |
| 14                                        | Julien Maitron                            | La Française                              | 216                                       |
| 15                                        | Jules Deloffre                            | –                                         | 218                                       |
| 16                                        | Georges Paulmier                          | Automoto-Persan                           | 227                                       |
| 17                                        | Ottavio Pratesi                           | –                                         | 251                                       |
| 18                                        | Vincent D'Hulst                           | –                                         | 253                                       |
| 19                                        | Alfred Faure                              | Automoto-Persan                           | 256                                       |
| 20                                        | Lucien Pothier                            | Le Globe                                  | 284                                       |
| 21                                        | Édouard Léonard                           | Automoto-Persan                           | 288                                       |
| 22                                        | Constant Ménager                          | Le Globe                                  | 291                                       |
| 23                                        | Maurice Pardon                            | Le Globe                                  | 291                                       |
| 24                                        | Louis Coolsaet (it)                       | –                                         | 300                                       |
| 25                                        | Marius Villette                           | –                                         | 329                                       |
| 26                                        | Ernest Ricaux                             | Automoto-Persan                           | 351                                       |
| 27                                        | Pietro Ghislotti                          | –                                         | 377                                       |
| 28                                        | Lucien Roquebert (en)                     | –                                         | 392                                       |

### Autres classements
Paul Deman, treizième, est le vainqueur de la catégorie « indépendant ».
L'Auto nomme Paul Duboc meilleur grimpeur. Ce titre qui n'est pas officiel est le précurseur du Grand Prix de la montagne.

## Liste des participants
Le tableau ci-dessous liste les coureurs inscrits.
| Légende | Légende                                                                    | Légende | Légende                                                    |
| ------- | -------------------------------------------------------------------------- | ------- | ---------------------------------------------------------- |
| Num     | Dossard de départ porté par le coureur sur ce Tour                         | Pos     | Position à l'arrivée de la course                          |
|         | Indique un maillot de champion national ou mondial, suivi de sa spécialité | NP      | Indique un coureur qui n'a pas pris le départ de la course |
| AB      | Indique un coureur qui n'a pas terminé la course                           | HD      | Indique un coureur qui a terminé la course hors des délais |

| La Française | La Française              | La Française |
| ------------ | ------------------------- | ------------ |
| Num          | Coureur                   | Pos          |
| 1            | Octave Lapize (FRA)       | AB-4         |
| 2            | Émile Georget (FRA)       | 3e           |
| 3            | Lucien Petit-Breton (FRA) | AB-1         |
| 4            | Georges Passerieu (FRA)   | AB-2         |
| 5            | Charles Crupelandt (FRA)  | 4e           |
| 6            | Marcel Godivier (FRA)     | 6e           |
| 7            | Paul Duboc (FRA)          | 2e           |
| 8            | Alphonse Charpiot (FRA)   | AB-14        |
| 9            | Charles Cruchon (FRA)     | 7e           |
| 10           | Julien Maitron (FRA)      | 14e          |

| Alcyon | Alcyon                  | Alcyon |
| ------ | ----------------------- | ------ |
| Num    | Coureur                 | Pos    |
| 11     | François Faber (LUX)    | AB-12  |
| 12     | Gustave Garrigou (FRA)  | 1er    |
| 13     | Louis Trousselier (FRA) | AB-3   |
| 14     | Ernest Paul (FRA)       | 8e     |
| 15     | Eugène Christophe (FRA) | AB-12  |
| 16     | André Blaise (BEL)      | AB-3   |
| 17     | Louis Heusghem (BEL)    | 5e     |
| 18     | Jules Masselis (BEL)    | NP-5   |
| 19     | Maurice Brocco (FRA)    | HD-11  |
| 20     | René Vandenberghe (BEL) | AB-3   |

| Le Globe | Le Globe               | Le Globe |
| -------- | ---------------------- | -------- |
| Num      | Coureur                | Pos      |
| 21       | Henri Cornet (FRA)     | 12e      |
| 22       | Henri Devroye (BEL)    | 10e      |
| 23       | Maurice Pardon (FRA)   | 23e      |
| 24       | Frédéric Saillot (FRA) | AB-5     |
| 25       | Philippe Pautrat (FRA) | AB-7     |
| 26       | Albert Dupont (BEL)    | 9e       |
| 27       | Constant Ménager (FRA) | 22e      |
| 28       | Firmin Lambot (BEL)    | 11e      |
| 29       | Lucien Pothier (FRA)   | 20e      |
| 30       | Jules Nempon (FRA)     | AB-13    |

| Automoto-Persan | Automoto-Persan            | Automoto-Persan |
| --------------- | -------------------------- | --------------- |
| Num             | Coureur                    | Pos             |
| 31              | Alfred Faure (FRA)         | 19e             |
| 32              | Georges Paulmier (FRA)     | 16e             |
| 33              | Ferdinand Lafourcade (FRA) | NP-4            |
| 34              | Édouard Léonard (FRA)      | 21e             |
| 35              | Maurice Leturgie (FRA)     | AB-1            |
| 36              | Constant Niedergang (FRA)  | AB-2            |
| 37              | Ernest Ricaux (FRA)        | 26e             |
| 38              | Odiel Defraye (BEL)        | NP-1            |

| Coureurs isolés | Coureurs isolés          | Coureurs isolés |
| --------------- | ------------------------ | --------------- |
| Num             | Coureur                  | Pos             |
| 101             | Louis Poyet (SUI)        | AB-1            |
| 102             | Maurice Lartigue (FRA)   | NP-1            |
| 103             | Édouard Chaudron (FRA)   | AB-5            |
| 104             | Pietro Ghislotti (ITA)   | 27e             |
| 105             | André Kuhm (FRA)         | AB-1            |
| 106             | Julien Gabory (FRA)      | AB-12           |
| 107             | Paul Trippier (FRA)      | AB-4            |
| 108             | Jean Brethoux (FRA)      | AB-2            |
| 109             | Lucien Roquebert (FRA)   | 28e             |
| 110             | Léon Rabot (FRA)         | AB-10           |
| 111             | Joseph Leblanc (FRA)     | NP-1            |
| 112             | André Thieullent (FRA)   | AB-5            |
| 113             | Henri Alavoine (FRA)     | AB-13           |
| 114             | Georges Pasquieu (FRA)   | NP-1            |
| 115             | Lucien Léman (FRA)       | AB-9            |
| 116             | Paul Coppens (FRA)       | AB-6            |
| 117             | Charles Pavese (FRA)     | AB-9            |
| 118             | François Le Moigne (FRA) | AB-2            |
| 119             | Henri Yvon (FRA)         | AB-5            |
| 120             | Raphaël Galiero (FRA)    | AB-6            |
| 121             | Georges Cauvry (FRA)     | NP-1            |
| 122             | Georges Devilly (FRA)    | AB-5            |
| 123             | Henri Pépin (FRA)        | NP-1            |

| Coureurs isolés (suite) | Coureurs isolés (suite)    | Coureurs isolés (suite) |
| ----------------------- | -------------------------- | ----------------------- |
| Num                     | Coureur                    | Pos                     |
| 124                     | Ernest Gargat (FRA)        | AB-9                    |
| 125                     | Pierre Delplace (FRA)      | NP-1                    |
| 126                     | Paul Armbruster (FRA)      | AB-3                    |
| 127                     | Henri Anthoine (FRA)       | AB-1                    |
| 128                     | Ferdinand Payan (FRA)      | AB-6                    |
| 129                     | Ferdinand Lafourcade (FRA) | AB-7                    |
| 130                     | Marius Roche (FRA)         | NP-1                    |
| 131                     | Georges Fleury (FRA)       | NP-8                    |
| 132                     | Pierre Bernard (FRA)       | NP-1                    |
| 133                     | Louis Coolsaet (BEL)       | 24e                     |
| 134                     | Pierre Dane (FRA)          | AB-1                    |
| 135                     | Alcide Rivière (FRA)       | AB-1                    |
| 136                     | Léon Riche (FRA)           | AB-1                    |
| 137                     | Édouard Wattelier (FRA)    | AB-10                   |
| 138                     | Louis Bonino (FRA)         | AB-2                    |
| 139                     | Adrien Melaye (FRA)        | AB-1                    |
| 140                     | Maurice Carrère (FRA)      | NP-1                    |
| 141                     | Charles Dumont (SUI)       | AB-10                   |
| 142                     | Paul Boillat (SUI)         | NP-1                    |
| 143                     | Ottavio Pratesi (ITA)      | 17e                     |
| 144                     | René Chaude (FRA)          | NP-1                    |
| 145                     | Édouard Aellig (FRA)       | NP-1                    |
| 146                     | Pierino Fiore (ITA)        | AB-1                    |

| Coureurs isolés (suite) | Coureurs isolés (suite)  | Coureurs isolés (suite) |
| ----------------------- | ------------------------ | ----------------------- |
| Num                     | Coureur                  | Pos                     |
| 147                     | Louis Lafieux (FRA)      | NP-1                    |
| 148                     | Aloïs Catteau (BEL)      | AB-5                    |
| 149                     | Robert Lamon (BEL)       | AB-3                    |
| 150                     | Paul Deman (BEL)         | 13e                     |
| 151                     | Vincent Dhulst (FRA)     | 18e                     |
| 152                     | Eugène Merville (FRA)    | AB-1                    |
| 153                     | Victor Cathera (FRA)     | AB-1                    |
| 154                     | Georges Wairon (FRA)     | NP-1                    |
| 155                     | Alexandre Gilles (FRA)   | NP-1                    |
| 156                     | Georges Ryon (FRA)       | NP-1                    |
| 157                     | Eugène Moura (FRA)       | AB-1                    |
| 158                     | Émile Lachaise (FRA)     | AB-10                   |
| 159                     | Jules Deloffre (FRA)     | 15e                     |
| 160                     | Émile Eigeldinger (FRA)  | NP-1                    |
| 161                     | Alexandre Rambaudi (FRA) | NP-1                    |
| 162                     | Honoré Genin (FRA)       | NP-1                    |
| 163                     | Jean Pichon (FRA)        | NP-1                    |
| 164                     | Camille Mathieu (FRA)    | NP-1                    |
| 165                     | Marius Vilette (FRA)     | 25e                     |
| 166                     | Raymond Harquet (FRA)    | AB-9                    |
| 167                     | Antony Wattelier (FRA)   | AB-10                   |
| 168                     | Georges Nemo (BEL)       | AB-1                    |